# Porebrice
Porebrice su naseljeno mjesto, entitetskom linijom podijeljeno između općine Pelagićevo, Republika Srpska i općine Gradačac, Federacija Bosne i Hercegovine, BiH.

## Povijest
Porebrice su se do rata nalazile u sastavu općine Gradačac.

## Stanovništvo
| Porebrice          |              |              |              |
| godina popisa      | 1991.        | 1981.        | 1971.        |
| Srbi               | 610 (76,44%) | 838 (99,28%) | 842 (95,24%) |
| Hrvati             | 1 (0,12%)    | 2 (0,23%)    | 37 (4,18%)   |
| Muslimani          | 0            | 1 (0,11%)    | 4 (0,45%)    |
| Jugoslaveni        | 8 (1,00%)    | 2 (0,23%)    | 0            |
| ostali i nepoznato | 179 (22,43%) | 1 (0,11%)    | 1 (0,11%)    |
| ukupno             | 798          | 844          | 884          |

## Vanjske poveznice
- https://www.porebrice.com, službena stranica